# Boophis andrangoloaka
Boophis andrangoloaka (Ahl, 1928) è una rana della famiglia Mantellidae, endemica del Madagascar.

## Distribuzione e habitat
La specie è nota solo nella località di Andrangoloaka, da cui prende il nome, e nella Riserva speciale di Ambohitantely, nel Madagascar settentrionale.

## Conservazione
La IUCN Red List classifica Boophis andrangoloaka tra le specie in pericolo di estinzione (Endangered).